# Francesco Carracci
Francesco Carracci (Bologne, 1595 – Rome, 3 juin 1622), neveu de Agostino Carracci, est un peintre et un graveur italien du XVIIe siècle de la famille d'artistes italiens  des Carracci. 

## Biographie
Carrache est le fils de Giovanni Antonio Carracci, frère d'Agostino et d'Annibale Carracci. Jeune de grand talent, il fut élève de Ludovico, cousin d'Agostino, à l'Accademia degli Incamminati , mais il quitta l'académie en contestant son maître, et en fondant sa propre école, qu’il baptisa la  « Vraie école des Carrache ». Son Adoration dans l'église de Santa Maria Maggiore, à Bologne, n'est pas seulement son chef-d'œuvre, mais un excellent morceau de peinture vigoureuse. 
Toutefois il n'obtint pas de succès et Francesco, abandonnant ses étudiants, partit pour Rome où il fit inutilement une autre tentative de fonder une académie. Il a laissé aussi quelques gravures d'après les travaux de Lodovico et Annibale et mourut encore jeune, dans une pauvreté absolue.

## Œuvres
- Dieu apparaissant à San Colombano, 1613–1615, Bologne, Oratorio di San Colombano
- Saint Roch et l'ange, 1618, Bologne, Oratorio di San Rocco
- Assomption de Marie, 1619, Bologne, Santa Maria Maggiore
- Autoportrait, 1621, Florence, Galerie des Offices

## Sources
- (en) Cet article est partiellement ou en totalité issu de l’article de Wikipédia en anglais intitulé « Francesco Carracci » (voir la liste des auteurs).